# Desentrañamiento
El desentrañamiento, evisceración o destripe es el procedimiento mediante el cual se arrancan de una persona o un animal algunos o todos sus órganos vitales, especialmente del abdomen. El resultado es, virtualmente en todos los casos, la muerte de la persona que lo sufre. 
Ha sido históricamente usado como forma severa de castigo a través de la tortura y finalizando con la pena de muerte. También es una forma de asesinato. Uno de los asesinos más famosos en utilizar este método fue Jack el Destripador.
También puede realizarse después de fallecida la persona, con el fin de preservar mejor el cadáver de la descomposición. Tal práctica fue común en el Egipto antiguo, durante el proceso conocido como momificación. En épocas posteriores, fue costumbre en algunas casas reales europeas, especialmente en Francia, donde existía la costumbre de sepultar al monarca y sus vísceras y corazón en lugares separados.

## Inglaterra

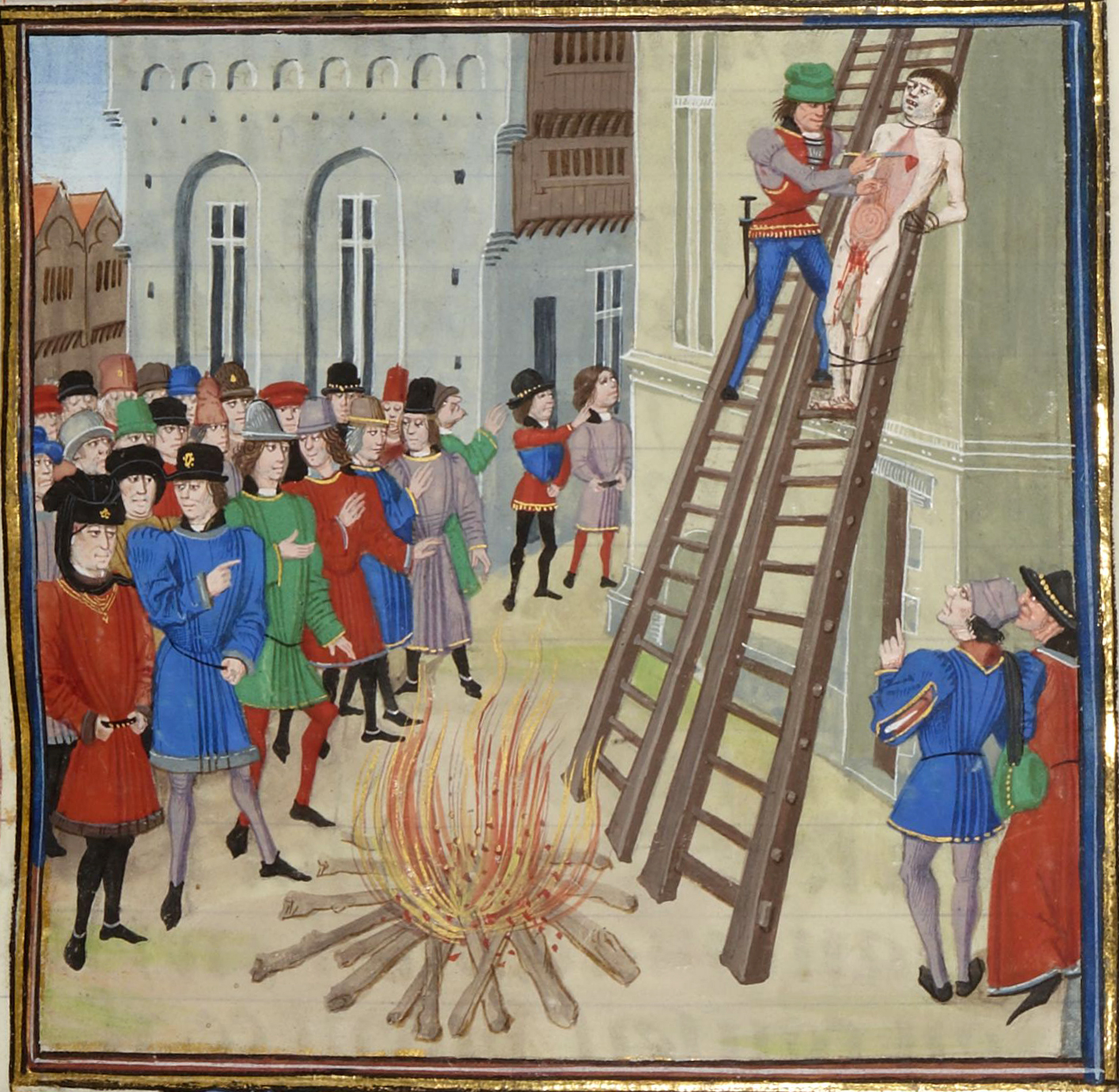
La ejecución de Hugo Despenser el Joven, quien fue ahorcado, arrastrado y descuartizado por alta traición en 1326

En Inglaterra, el castigo de ser «ahorcado, arrastrado y descuartizado» se utilizaba típicamente para hombres condenados por alta traición. Esto se refería a la práctica de arrastrar a un hombre sobre un obstáculo (similar a una cerca) a través de las calles, sacarlo del obstáculo y (1) ahorcarlo por el cuello (pero quitándolo antes de la muerte), (2) descuartizarlo (es decir, destriparlo) lentamente sobre un bloque de madera abriendo su abdomen, extrayendo sus entrañas y otros órganos (que a menudo eran arrojados al fuego), y luego decapitarlo y (3) descuartizarlo, es decir, dividir el cuerpo en cuatro piezas. La cabeza y los cuartos del hombre a menudo eran escaldados y exhibidos como una advertencia para otros. Como parte del destripamiento, el hombre también era típicamente emasculado y sus genitales y entrañas eran quemados.
William Harrington, Hugh le Despenser el Joven y William Parry son ejemplos de hombres que fueron ahorcados, arrastrados y descuartizados: torturados en el potro, ahorcados hasta no estar del todo muertos, sometidos a emasculación, destripamiento y luego cortados en cuartos.